# Biserica de lemn din Vaideiu

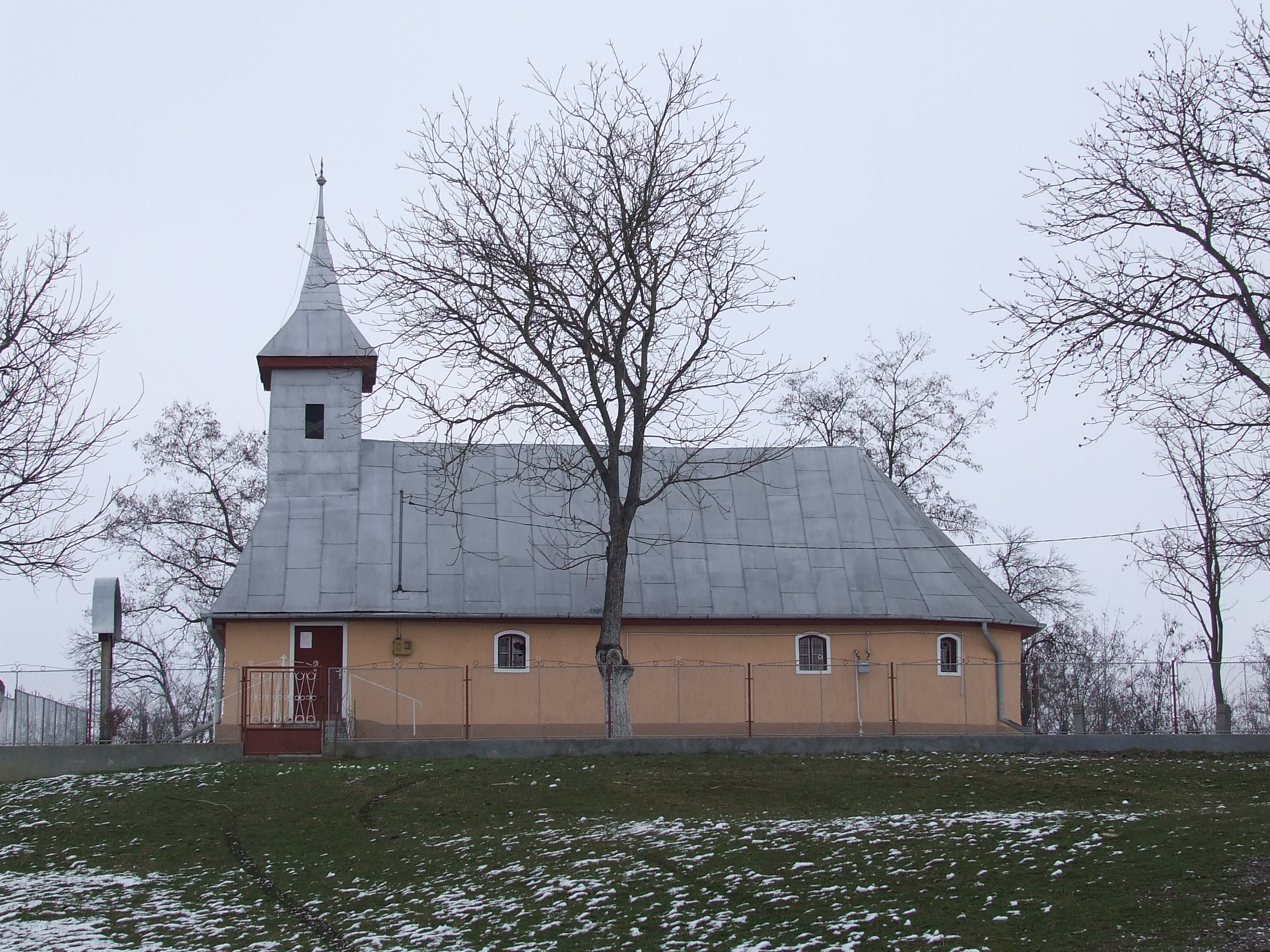
Biserica de lemn din Vaideiu. Foto: martie 2010

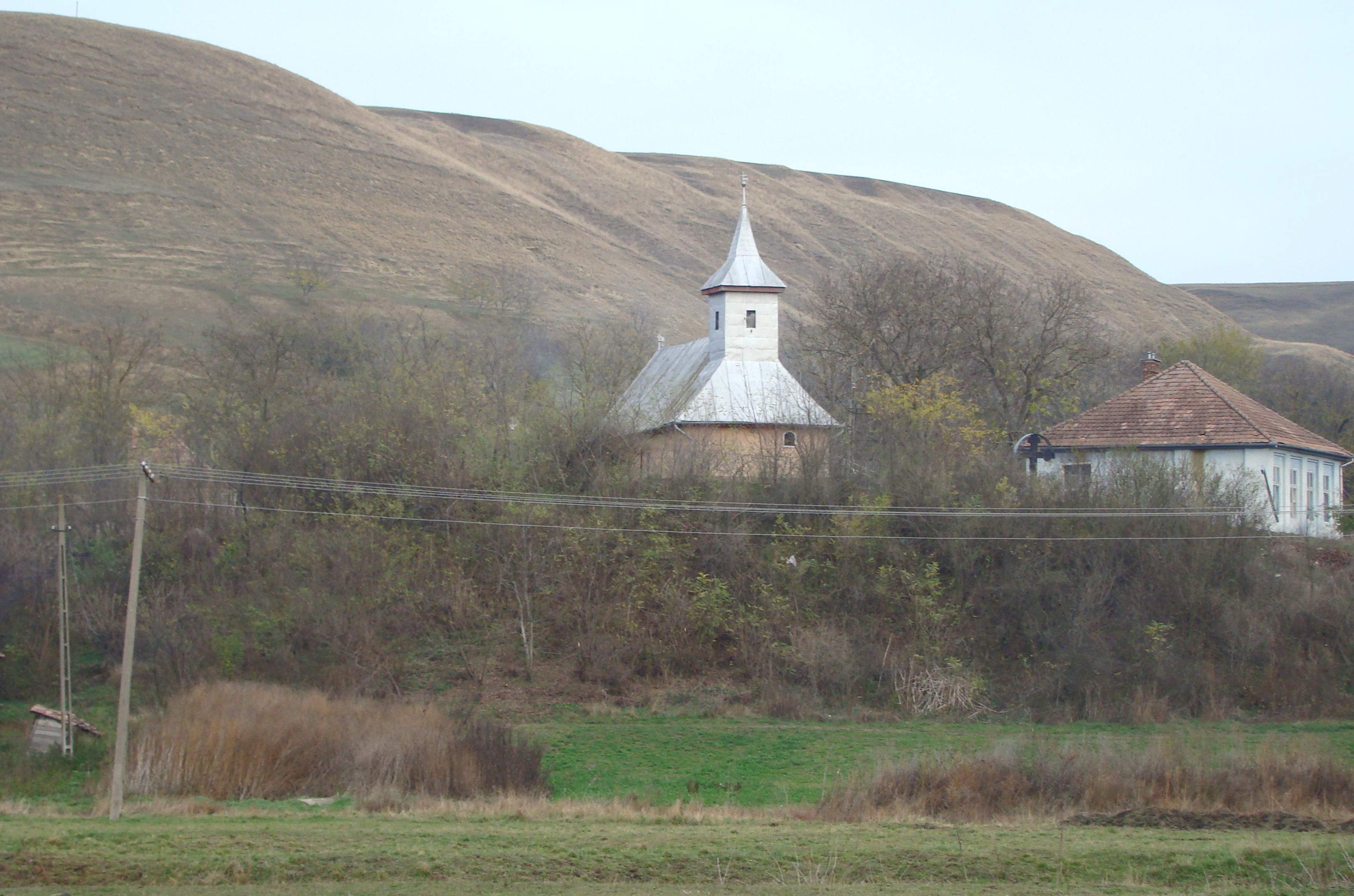
Biserica de lemn văzută din drumul spre Petea (foto: noiembrie 2017.)

Biserica de lemn din Vaideiu, din localitatea omonimă, comuna Ogra, județul Mureș a fost construită în anul 1866 și restaurată în anul 1899 - conform Șematismului jubiliar de la 1900 editat de Mitropolia Greco-Catolică, deși există părerea că biserica ar putea fi mai veche. Biserica nu se află pe noua listă a monumentelor istorice și are hramul „Sfinții Arhangheli".

## Istoric și trăsături
Analiza tipologică a edificiului îndreptățește afirmația că acesta ar fi mult mai vechi decât datele vehiculate, fiind probabil cel menționat în conscripțiile secolului al XVIII-lea. Planul bisericii este dreptunghiular, cu altarul nedecroșat, de formă poligonală, cu cinci laturi. Dimensiunile navei originare erau reduse: 10,35m/5,80m; ele au fost amplificate în 1866 sau 1899, spre vest, cu 2,35m, peste partea adăugată înălțându-se o clopotniță de mici dimensiuni. Interiorul este acoperit de o boltă unică, semicilindrică.
Pictura navei a fost realizată în anul 1840 de Teodor Tocaciu din Gherla, în timp ce pictura altarului datează din 1881.